# Leimea-Sarinbalo
Leimea-Sarinbalo (Leimea Sarinbala, Leimea Sorimbalu, Leimea Sorin Balu, Lemia Sorimbalu, Lemia-Sorimbalu, Leimea Sorin Balun) ist ein osttimoresischer Suco im Verwaltungsamt Hatulia (Gemeinde Ermera).

## Geographie
Vor der Gebietsreform 2015 hatte Leimea-Sarinbalo eine Fläche von 8,61 km². Nun sind es 8,66 km². Der Suco liegt im Südosten des Verwaltungsamts Hatulia. Südwestlich liegt der Suco Leimea-Craic (deutsch „Unter-Leten“) und nördlich der Suco Coilate-Letelo. Im Süden grenzt Leimea-Sarinbalo an das Verwaltungsamt Atsabe mit seinem Suco Leimea Leten und im Osten an das Verwaltungsamt Letefoho mit seinen Sucos Catraileten und Hatugau. Die Grenze zu Coilate-Letelo bildet der Fluss Meipu. Der Südgrenze folgt der Ladibau, der im Westen in den Meipu mündet. Die Flüsse gehören zum System des Lóis.
Im östlichen Teil des Sucos liegen die Dörfer Leo-Dato (Leodato), Etimano (Hieotmano) und Brug-Bou (Brogobo). In Etimano befindet sich die Grundschule Escola Primaria Leimea-Sorinbalo.
Im Suco befinden sich die zwei Aldeias Brug-Bou und Leo-Dato.

## Einwohner
Im Suco leben 814 Einwohner (2022), davon sind 402 Männer und 412 Frauen. Im Suco gibt es 147 Haushalte. Fast 52 % der Einwohner geben Tetum Prasa als ihre Muttersprache an. 34 % sprechen Kemak und fast 13 % Mambai.

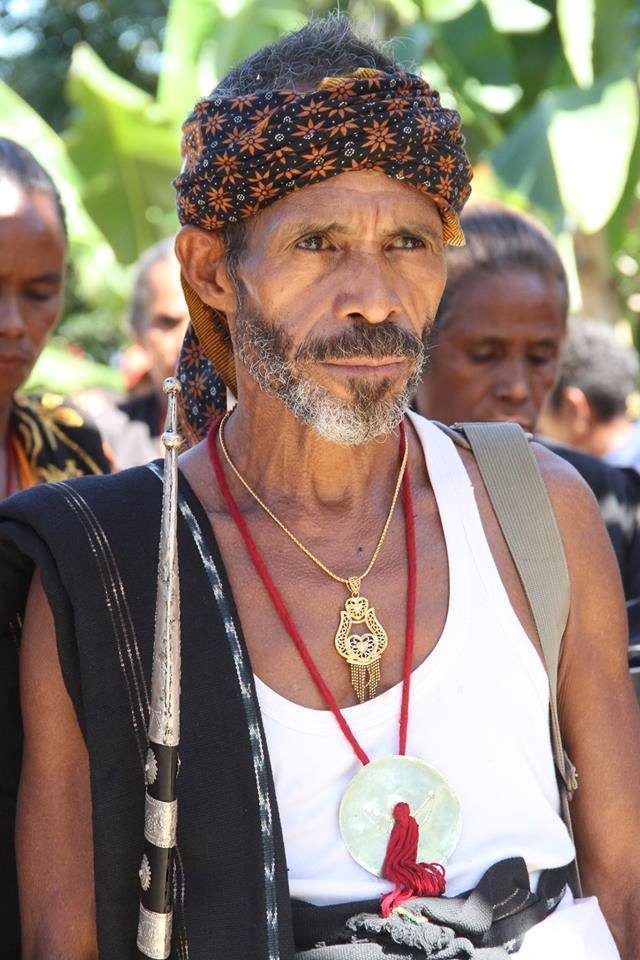
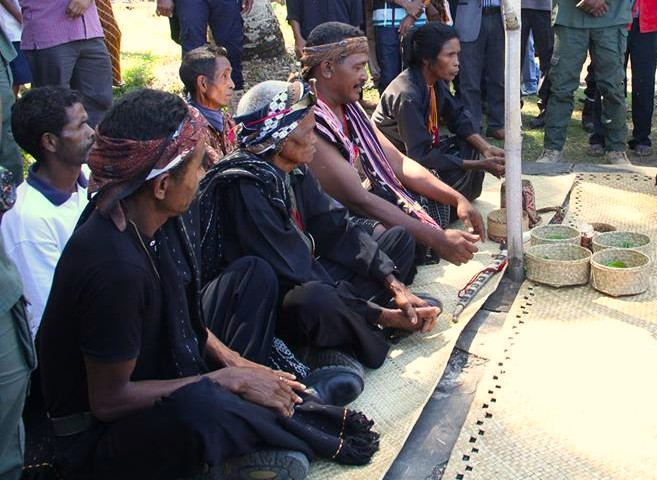

## Geschichte
Aus Leimea-Sarinbalo flohen 1975 nach dem Bürgerkrieg zwischen UDT und FRETILIN 120 Menschen für ein Jahr nach Haekesak in Westtimor.

## Politik
Bei den Wahlen von 2004/2005 wurde Evaristo Soares Martins zum Chefe de Suco gewählt und 2009 in seinem Amt bestätigt. Bei den Wahlen 2016 gewann Leonel dos Santos.

## Wirtschaft

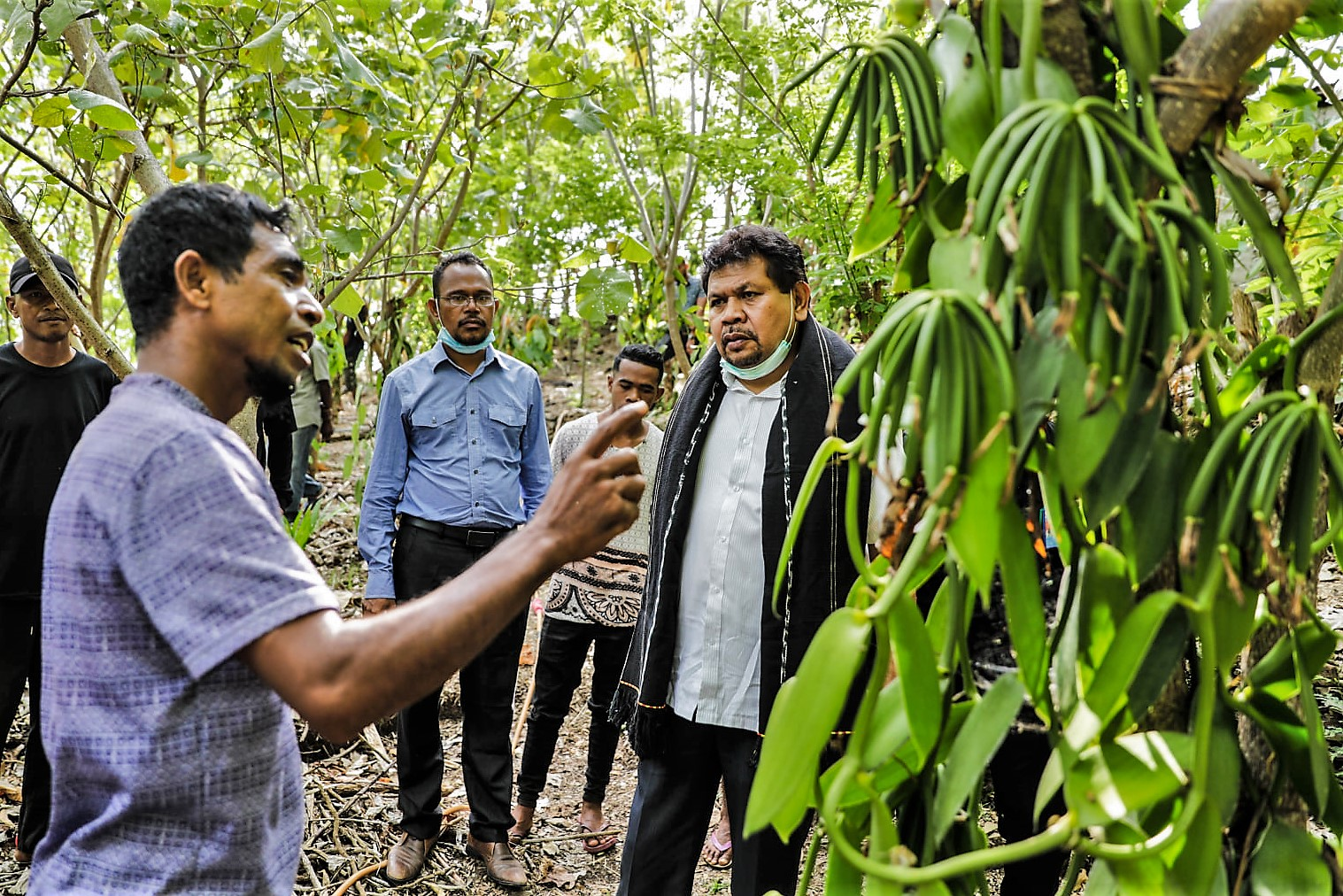
In einer Vanilleplantage in Leimea-Sarinbalo

In Leimea-Sarinbalo wird Vanille angebaut. 2020 wurde dafür eine Fläche von 160 Hektar bewirtschaftet.